# Limnophila chinggiskhani
Limnophila chinggiskhani là một loài ruồi trong họ Limoniidae. Chúng phân bố ở miền Cổ bắc.